# Cruise for a Corpse
Cruise for a Corpse (we Francji wydana jako Croisière pour un cadavre) – komputerowa gra przygodowa wyprodukowana i wydana przez francuskie przedsiębiorstwo Delphine Software w 1991 roku. Ukazała się w wersjach na platformy DOS, Amiga oraz Atari ST.

## Fabuła
Akcja gry rozgrywa się w 1927 roku Inspektor Raoul Dusentier przybywa na zaproszenie ze strony multimilionera Niklosa Karaboudjana, by wziąć udział w tygodniowym rejsie jachtem po Morzu Śródziemnym. Już drugiego dnia rejsu okazuje się jednak, że Karaboudjan zostaje zamordowany, co skłania Dusentiera do przeprowadzenia śledztwa, polegającego na przesłuchaniach pozostałych członków rejsu.

## Rozgrywka
Cruise for a Corpse jest grą przygodową z interfejsem „wskaż i kliknij”. Klikając myszą na przedmiocie, gracz otrzymuje listę czynności możliwych do wykonania. Ponieważ Cruise for a Corpse jest utrzymana w konwencji powieści detektywistycznej w stylu utworów Agathy Christie, postęp w śledztwie dokonuje się po zebraniu dowodów i ustawicznych rozmowach z potencjalnymi podejrzanymi. Ów postęp jest zasygnalizowany za pomocą zegara. Wskazówki przesuną się o dziesięć minut za każdym razem, kiedy gracz wykona czynność ważną dla rozwoju akcji.
Rozgrywka toczy się w otoczeniu dwuwymiarowym; o ile podczas eksploracji przestrzeni statku gracz może uświadczyć obecności uproszczonych postaci, wykonanych w grafice wektorowej, o tyle w trakcie rozmowy wyświetlają się szczegółowe wizerunki rozmówców, ustawione względem siebie niczym w klasycznym kinie amerykańskim (konwencja ujęcia-przeciwujęcia).

## Odbiór
Croisière pour un cadavre odniosła sukces we Francji, otrzymując nagrodę Tilt d'Or dla najlepszej gry przygodowej roku. Dany Boolauck z pisma „Joystick” chwalił „znakomitą” oprawę graficzną oraz „niezwykle dobrze wykonany” scenariusz. Georges Brize w recenzji dla „Micro News” podkreślał, że gra jest „ekscytująca, przerażająca, a przede wszystkim o rzadkiej wspaniałości”. 